# Паласка
Паласка е подобно на чанта пособие, което се закача около кръста. Служи за събиране на предмети, пари и други. Използва се най-често сред търговците. На пазарите всички продавачи си слагат, тъй като е по-удобно и освобождава ръцете. Продавачите използват ръцете си, за да контактуват с клиенти, да боравят със стоката си и т.н. Поставят парите си в паласки, в които много лесно могат да бръкнат, а не в джобовете, тъй като е по-трудно, по-трудно е и подреждането на парите по портмонетата и джобовете. Паласки могат да се носят и за по-удобно събиране на вещите, когато хората са на разходка и други подобни, вместо в чанти, куфари или джобове. По-удобно е, отколкото да се трупат джобовете и да изпъкват, изглеждат грозно или подбуждат хората да си мислят, че човекът с големите джобове е голям баровец. Най-често паласките са увити около кръста и закопчани с хоризонтална закопчалка. Има и разновидности, които се насят през рамо и закопчалката им е вертикална. Те се закачат за рамото и хълбока.
Някои хора използват думата паласка като подигравка или насмешка, когато искат да си говорят с приятел на подигравателен или забавен тон. Използват го, когато видят висяща кожа по кръста. Когато някой е с наднормено тегло или с висок индекс на телесна маса се получава това висене и то стои по същият начин, като паласката.